# Vireo gundlachii
El vireo cubano (Vireo gundlachii), también denominado juan chiví u ojón (en Cuba), es una especie de ave paseriforme de la familia Vireonidae perteneciente al numeroso género Vireo. Es endémico de Cuba.

## Distribución y hábitat
Se encuentra en los bosques de Cuba, isla de Pinos e islas adyacentes.
Su hábitat preferencial son los bosques húmedos de tierras bajas, tropicales y subtropicales.

## Subespecies
Según la clasificación del Congreso Ornitológico Internacional (IOC) (Versión 6.2, 2016) se reconocen 4 subespecies, con su correspondiente distribución geográfica:
- Vireo gundlachii gundlachii Lembeye, 1850 -  Cuba (excepto el sureste) e isla de Pinos.
- Vireo gundlachii magnus Garrido, 1971 - Cayo Cantiles (este de isla de Pinos).
- Vireo gundlachii orientalis Todd, 1916 - sureste de  Cuba (este de Camagüey).
- Vireo gundlachii sanfelipensis Garrido, 1973 - Cayo Real (oeste de isla de Pinos).

La clasificación Clements checklist v2015 no reconoce subespecies.